# جوناس س. غرينفيلد
جوناس س. غرينفيلد (بالإنجليزية: Jonas C. Greenfield)‏ هو عالم آثار أمريكي، ولد في 20 أكتوبر 1926 في نيويورك في الولايات المتحدة، وتوفي في 13 مارس 1995 في القدس في إسرائيل.